# Upcycling

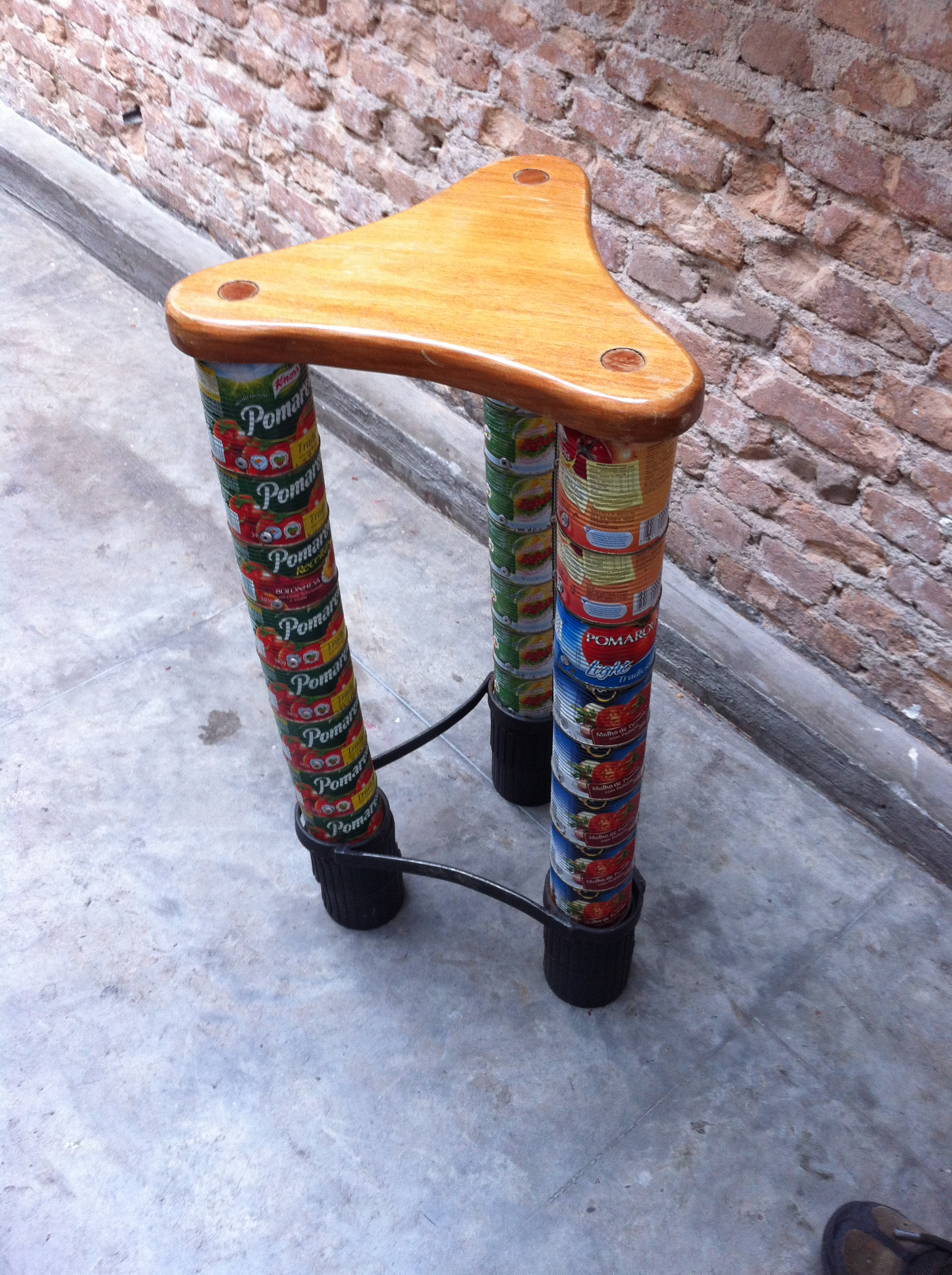
Lattine di cibo riciclate in uno sgabello

L'upcycling, noto anche come riutilizzo creativo, è il processo di trasformazione di materiali di scarto, prodotti inutili o indesiderati in nuovi oggetti percepiti come di maggiore qualità, a cui viene attribuito un valore artistico o ambientale.

## Descrizione
L'upcycling è l'opposto del downcycling, che è la prassi più comune del processo di riciclaggio. Il downcycling implica la conversione di materiali e prodotti in nuovi materiali, il più delle volte di qualità inferiore. La maggior parte del riciclaggio comporta la conversione o l'estrazione di materiali utili da un prodotto e la creazione di un prodotto o materiale diverso.

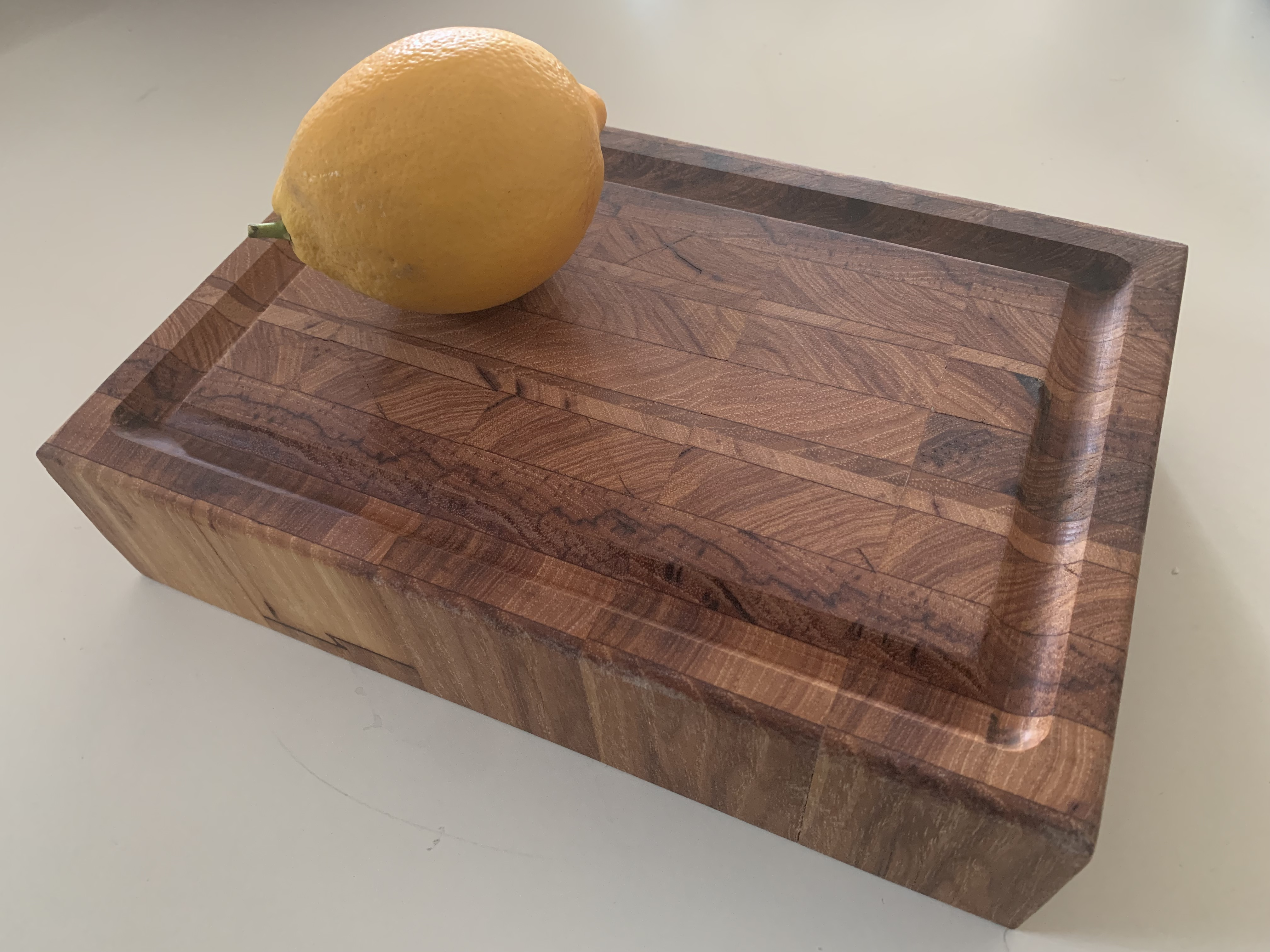
Questo tagliere riciclato è stato realizzato con assi del pavimento di un vagone merci prelevate da un deposito ferroviario.

I termini upcycling e downcycling furono usati per la prima volta da Thornton Kay in un articolo del 1994 su SalvoNEWS, che citava Reiner Pilz.

### Origine del termine
Upsizing era il titolo dell'edizione tedesca di un libro sull'upcycling pubblicato per la prima volta in inglese nel 1998 da Gunter Pauli. Successivamente è stato pubblicato con il titolo rivisto di Upcycling, nel 1999. L'edizione tedesca è stata adattata alla lingua e alla cultura tedesca da Johannes F. Hartkemeyer, allora Direttore della Volkshochschule di Osnabrück.

Il concetto è stato successivamente ripreso da William McDonough e Michael Braungart nel loro libro del 2002 Cradle to Cradle: Remaking the Way We Make Things. Gli autori del libro affermano che l'obiettivo dell'upcycling è prevenire lo spreco di materiali potenzialmente utili utilizzando quelli esistenti. In questo modo si riduce il consumo di materie prime durante la creazione di nuovi prodotti. La riduzione dell'uso di materie prime può comportare una riduzione del consumo di energia, dell'inquinamento dell'aria, dell'acqua e persino delle emissioni di gas serra.

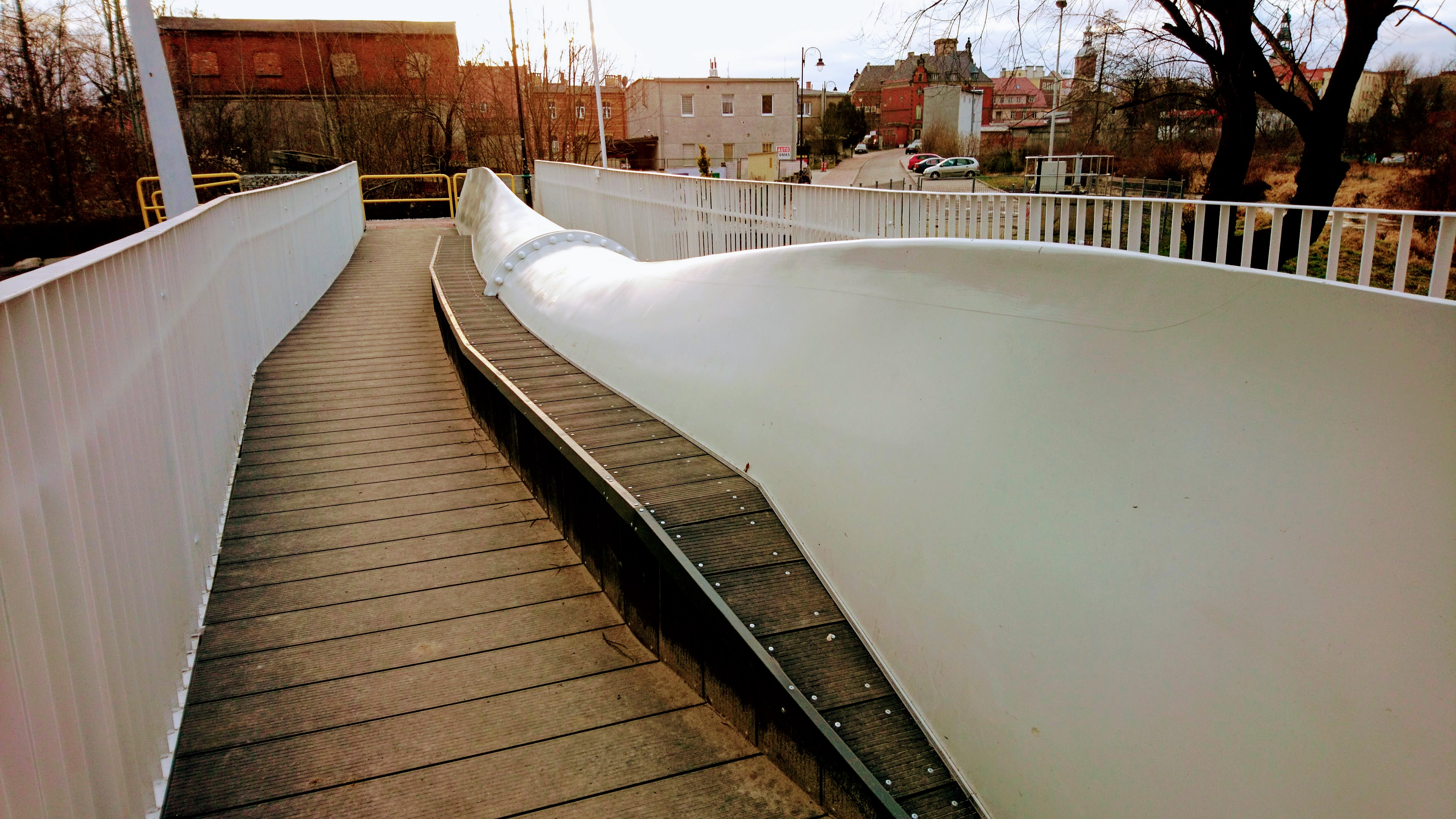
Passerella sostenuta da un'ex pala di una turbina eolica a Szprotawa

### Diffusione della pratica
Nel 2009, Belinda Smith di Reuters ha scritto che l'upcycling era aumentato nei paesi ricchi, ma ha osservato che l'upcycling era una necessità in quelli più poveri:
I sostenitori della pratica ecologica dell'upcycling affermano che le persone nei paesi in via di sviluppo hanno effettivamente effettuato l'upcycling per anni, utilizzando vecchi imballaggi e vestiti in modi nuovi, sebbene più per necessità che per l'ambiente. Ma l'upcycling sta ora prendendo piede in altri paesi, riflettendo un crescente interesse per i prodotti eco-compatibili, in particolare quelli che hanno un prezzo accessibile e si rivelano redditizi per i produttori. "Se l'upcycling diventerà maintream, allora il mondo aziendale deve riconoscere che può essere redditizio", ha affermato Albe Zakes, portavoce della società statunitense TerraCycle, specializzata nella ricerca di nuovi usi per gli imballaggi di scarto. Un numero crescente di aziende si sta concentrando sull'upcycling, sebbene la tendenza sia ancora agli inizi, con cifre a livello di settore ancora da produrre.
L'upcycling ha mostrato una crescita significativa negli Stati Uniti e nel mondo. Ad esempio, il numero di prodotti su Etsy, Pinterest o Upcycle Studio contrassegnati con la parola "upcycled" è aumentato da circa 7.900 nel gennaio 2010 a quasi 30.000 un anno dopo.

### Upcycling e downcycling
Il downcycling dei materiali si verifica quando non è possibile o antieconomico riportare i materiali alla loro qualità originale, ad esempio quando le leghe di alluminio lavorato vengono fuse per produrre leghe di colata di qualità inferiore. L'upcycling dei materiali, in senso termodinamico, è possibile solo se viene aggiunta ancora più energia per migliorare la qualità del materiale. Due domande guida da porsi quando si valuta il recupero di materiali o prodotti di scarto sono: quanta energia è necessaria per ripristinare il materiale recuperato nel materiale o prodotto desiderato? Come si confronta questa quantità con l'ottenimento del materiale o prodotto desiderato da materia vergine o fonti primarie? In alcuni casi è necessaria poca energia per riutilizzare un prodotto di scarto, ad esempio con gli abiti di seconda mano. In altri casi, l'energia necessaria per recuperare i materiali è superiore all'energia necessaria per lavorare la materia vergine.

## Applicazioni

### Arte

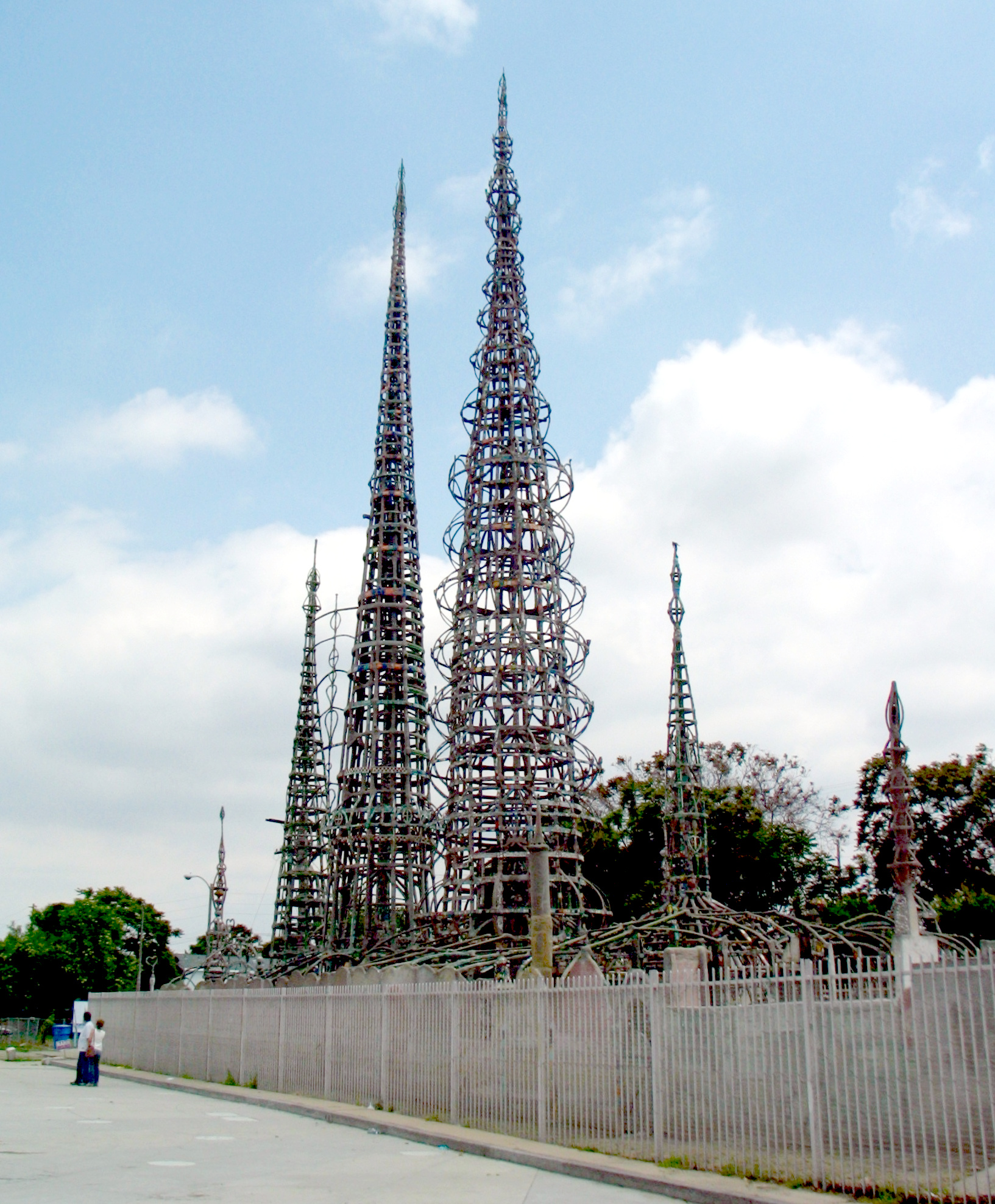
Le Watts Towers a Los Angeles, California (USA)

La tradizione di riutilizzare oggetti trovati (objet trouvé) nell'arte tradizionale è aumentata sporadicamente nel XX secolo, sebbene sia stata a lungo un mezzo di produzione nell'arte popolare. Watts Towers (1921–1954) di Simon Rodia a Los Angeles esemplifica l'upcycling di rottami metallici, ceramiche e vetri rotti su larga scala. Si compone di 17 strutture, la più alta raggiunge oltre 30 metri nello skyline di Watts. Bruce Conner è un altro esempio di artista riconosciuto che ha fatto degli oggetti ritrovati un elemento della sua poetica.

Intellettualmente, l'upcycling ha una certa somiglianza con l'arte ready-made di Marcel Duchamp e dei dadaisti. La "Ruota di bicicletta " di Duchamp (1913), una ruota anteriore e una forcella attaccate a uno sgabello comune, è tra le prime di queste opere, mentre " Fontana " (1917), un orinatoio comune acquistato in un negozio di ferramenta, è probabilmente il suo migliore. lavoro conosciuto. La "Testa di toro " di Pablo Picasso (1942), una scultura realizzata con una sella e un manubrio di bicicletta scartati, è un cenno sornione del pittore spagnolo ai dadaisti. L'artista Joseph Cornell ha fabbricato per anni collage e opere di assemblaggio in scatola da libri antichi, oggetti trovati ed effimeri. Robert Rauschenberg ha raccolto spazzatura e oggetti in disuso, prima in Marocco e poi per le strade di New York, da incorporare nelle sue opere d'arte.

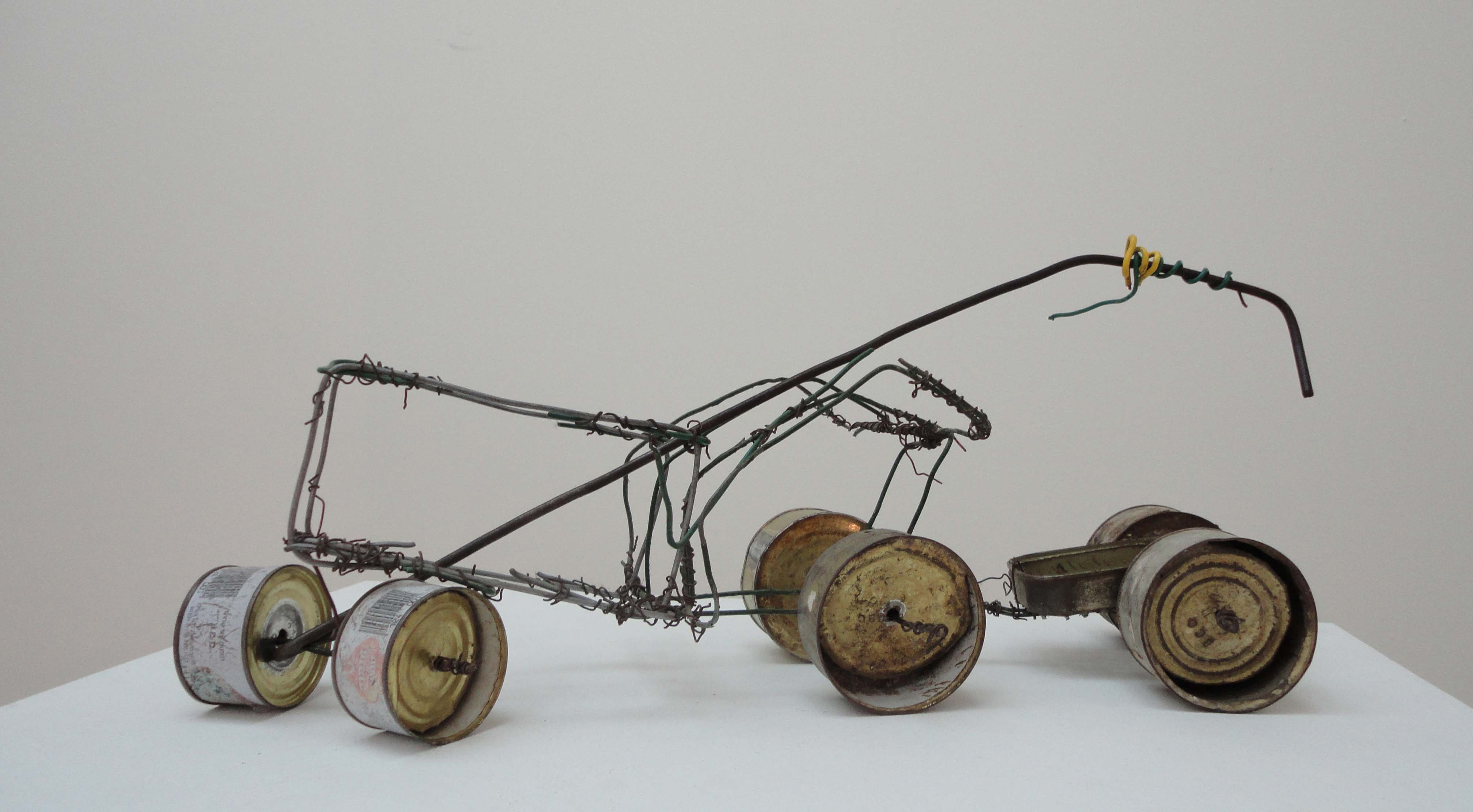
Un giocattolo del monte Hebron meridionale, in prestito al Museo d'Israele da una collezione privata

L'idea di aumentare consapevolmente il valore intrinseco degli oggetti riciclati come una dichiarazione politica, tuttavia, piuttosto che presentare gli oggetti riciclati come un riflesso o un risultato dei mezzi di produzione, è in gran parte un concetto della fine del XX secolo. Romuald Hazoumé, un artista del Bénin dell'Africa occidentale, è stato premiato nel 2007 per il suo uso di benzina di plastica e taniche di carburante scartate per assomigliare alle maschere tradizionali africane a Documenta 12 a Kassel, in Germania. Hazoumé ha detto di queste opere: "Rinvio all'Occidente ciò che appartiene a loro, vale a dire i rifiuti della società dei consumi che ci invade ogni giorno".

### Musica
Un esempio importante è l'Orchestra Riciclata di Cateura in Paraguay . Gli strumenti dell'orchestra sono realizzati con materiali prelevati dalla discarica di Asunción, il cui nome deriva dalla laguna di Cateura della zona. Una parte limitata della sua vera storia è narrata nel film Landfill Harmonic .

### Industria
Molti prodotti industriali, come la plastica, la vernice e la fabbricazione elettronica, si basano sul consumo di risorse limitate . Inoltre, i rifiuti possono avere un impatto ambientale e possono incidere sulla salute umana. In questo contesto, il termine upcycling si riferisce all'uso delle tecnologie disponibili e future per ridurre gli sprechi e il consumo di risorse creando un prodotto con un valore maggiore dai flussi di rifiuti o sottoprodotti.
Nell'elettronica di consumo, il processo di rifabbricazione o ricondizionamento di prodotti di seconda mano può essere visto come un processo di upcycling, grazie ridotto consumo di energia e materiale rispetto alla nuova produzione. Il prodotto rigenerato ha un valore maggiore rispetto allo smaltimento o al downcycling. L'uso del grano esaurito di Brewer, un prodotto di scarto dei processi di produzione della birra, come substrato nei processi di produzione del biogas elimina la necessità di smaltimento e può generare profitti significativi per l'intero processo di produzione della birra. A seconda del prezzo del supporto, è possibile un profitto di circa il 20% dei costi operativi. In questo processo, l'impianto di biogas funge da "upcycler".

### Moda
I designer hanno iniziato a utilizzare sia gli scarti tessili industriali che gli indumenti esistenti come materiale di base per creare nuovi abiti. L'upcycling utilizza rifiuti pre-consumo o post-consumo, ma anche una combinazione dei due. I rifiuti pre-consumo derivano dalla produzione in fabbrica, come i resti di tessuto rimasti dal taglio dei modelli. I rifiuti post-consumo si riferiscono al prodotto finito quando non è più utile al proprietario, come i vestiti dismessi.
Spesso le persone praticano l'economia lineare dove si accontentano di comprare, usare e poi buttare via. Questo sistema contribuisce allo smaltimento di milioni di chili di rifiuti tessili. Sebbene la maggior parte dei tessuti prodotti sia riciclabile, solo negli Stati Uniti circa l'85% finisce nelle discariche. Per una maggiore sostenibilità, sono necessarie opzioni di abbigliamento opposte all'atteggiamento "usa e getta" incoraggiato dal fast fashion. L'upcycling può aiutare in questo, poiché mette in pratica un modello di economia più circolare. Un'economia circolare è il luogo in cui le risorse vengono utilizzate il più a lungo possibile, ottenendo il massimo valore da esse durante l'uso, quindi ripristinate e riutilizzate al termine del loro utilizzo.
Designer come Marine Serre e Demna Gvasalia hanno incluso progetti di upcycling nelle loro creazioni.